# Den anden verden (tv-serie)
Den anden verden er en dansk dokumentar-tv-serie fra 2025 i seks afsnit, der er instrueret af Søren Peter Langkjær Bojsen. Serien udforsker internettets krinkelkroge, der er opgivet af mainstream-producenterne, der dominerer det meste af nettet. Serien sendes på YouTube-kanalen "Del af Labyrinten" og er dermed den første YouTube-serie, der har fået støtte fra Det Danske Filminstitut.

## Handling
I tv-serien går instruktøren Bojsen på jagt efter en "frontier'", ligesom de europæiske nybyggere oplevede det i USA i sin tid, i internettets "systemfejl": de afkroge, som er udenfor de store producenters og softwareselskabers kontrol. I første afsnit går han på opdagelse i den anarkistiske server i det åbne computerspil Minecraft. Her er der i tidens løb blevet skabt et enormt og ufremkommeligt landskab, hvor der blandt andet er bygningsværker, det har taget tusinder af timer at skabe, og som i dag er en slags historiske monumenter. I andet afsnit kommer Bojsen på sporet af furry-kulturen – et fællesskab, der dyrker antropomorfiske dyrefigurer og ofte klæder sig ud som dem. Subkulturen er et eksempel på, hvordan internetfællesskaber kan give mening i den virkelige verden for de i dette tilfælde ofte neurodivergente medlemmer. Bojsen støder undervejs i sin færd på mange venlige fremmede, eksempelvis MemeWoman, der bliver hans guide i Minecraft-universet og redder hans liv, og PokéFan, der hjælper ham med at lave et furry-alterego.

## Medvirkende
I de to første afsnit medvirker:
- Søren Peter Langkjær Bojsen
- MemeWoman
- PokéFan
- Lil Internet

## Modtagelse
Filmmagasinet Ekko gav tv-serien fem stjerner og kaldte serien en morsom undersøgelse af, hvordan menneskelighed og håb kan opstå midt i det digitale kaos, som internettet er. Weekendavisen kaldte i sin anmeldelse serien for en lille sensation, mens filmredaktøren Mikkel Stolt skrev på Point of View International, at serien startede flimrende, men lovende. Politiken mente, at serien var ren poesi og skrev, at anmelderen flere gange sad med åben mund, mens billederne flintrede forbi.